# Cylindroiulus sagittarius
Cylindroiulus sagittarius är en mångfotingart som först beskrevs av Henri W. Brölemann 1897.  Cylindroiulus sagittarius ingår i släktet Cylindroiulus och familjen kejsardubbelfotingar. Inga underarter finns listade i Catalogue of Life.